# In Spite of All the Danger
In Spite of All the Danger (englisch für „Trotz all der Gefahr“) ist ein Lied aus dem Jahr 1958 der britischen Schülerband The Quarrymen, aus der später die Rockband The Beatles hervorging. Komponiert wurde es von Paul McCartney und George Harrison. Eine kommerzielle Veröffentlichung erfolgte erst im Jahr 1995 im Rahmen der Anthology-Reihe.

## Hintergrund
In Spite of All the Danger ist eine der beiden ersten Aufnahmen von Paul McCartney, John Lennon und George Harrison. Zu diesem Zeitpunkt spielten die drei noch unter dem Namen The Quarrymen, zusätzlich begleitet von John Lowe (Klavier) und Colin Hanton (Schlagzeug). McCartney beanspruchte später für sich, das Lied allein komponiert zu haben und Lennon habe einiges zu dem Song beigetragen. Da die Band sich mit Copyright-Angaben noch nicht auskannte, habe man als zusätzlichen Autor George Harrison angegeben, da jener das Gitarrensolo auf der Aufnahme spielte. McCartney schrieb das Lied bereits etwa mit 14 Jahren, und es soll sich nach seinen Angaben eng an ein Lied von Elvis Presley (wahrscheinlich Tryin’ to Get to You) anlehnen.

## Aufnahme
Das Lied wurde im Sommer 1958 im privaten Studio Philipps Sound Recording Service in Liverpool aufgenommen, das Percy F. Phillips (1896–1984) gehörte. Neben In Spite of All the Danger nahm die Band auch That’ll Be the Day von Buddy Holly auf. Beide Lieder wurden in nur einer Viertelstunde über ein einziges Mikrofon live auf Tonband aufgenommen. Die Aufnahmen wurden im Anschluss über ein Original-Azetat auf eine 10″-Schellackplatte gepresst. Das Tonband wurde nicht archiviert, sondern für jede Aufnahme in dem Studio neu bespielt. Phillips berechnete den Quarrymen hierfür 17 Shilling und 6 Pence. Die Band konnte jedoch nur 15 Shilling aufbringen, sodass Phillips die Schellackplatte ein paar Tage behielt, bis das restliche Geld bezahlt wurde.

## Veröffentlichung
Da die fünfköpfige Band sich nun eine Schellackplatte teilen musste, vereinbarten sie, dass jeder die Platte eine Woche behalten könne. Erst besaß sie John Lennon, der sie McCartney gab, dann ging sie an George Harrison, Colin Hanton und letztlich an John Lowe. Dieser behielt sie die nächsten 23 Jahre.
Im Jahr 1981 ließ Lowe die Schallplatte beim britischen Auktionshaus Sotheby’s schätzen, worüber in der Sunday Times berichtet wurde. Daraufhin nahm Paul McCartney Kontakt mit Lowe auf, um ihm die Schallplatte abzukaufen. Der genaue Kaufpreis ist nicht bekannt. Bekannt ist, dass McCartneys erstes Angebot in Höhe von 5.000 Pfund Sterling von Lowe abgelehnt wurde.
McCartney ließ In Spite of All the Danger und That’ll Be the Day von einem Tontechniker klanglich überarbeiten und verschenkte anschließend rund 50 Kopien der Schallplatte an Freunde und Familienmitglieder.
Erst am 20. November 1995 erschien In Spite of All the Danger im Rahmen der Anthology-Reihe der Beatles auf dem Album Anthology I. Dafür wurde das Lied allerdings um rund 40 Sekunden gekürzt. Seit 2004 spielt Paul McCartney das Lied gelegentlich auf seinen Konzerten.
Im Jahr 2004 bezeichnete die Zeitschrift Record Collector die originale Schellackplatte als teuerste Schallplatte in England und bezifferte ihren Wert auf 100.000 Pfund Sterling (kaufkraftbereinigt: rund 163.000 Pfund). Die 1981 von McCartney angefertigten Kopien werden auf je 10.000 Pfund geschätzt.

## Besetzung
- John Lennon: Gesang, Gitarre
- Paul McCartney: Gitarre, Background-Gesang
- George Harrison: Gitarre, Background-Gesang
- John Lowe: Klavier
- Colin Hanton: Schlagzeug